# 奧法倫 (伊利諾伊州)
奧法倫（英語：O'Fallon）是一個位於美國伊利諾伊州聖克萊爾縣的城市。

## 地理
奧法倫的座標為38°35′46″N 89°54′56″W / 38.59611°N 89.91556°W，而該地的平均海拔高度為165米（即541英尺）。

## 人口
根據2010年美國人口普查的數據，奧法倫的面積為39.82平方千米，當中陸地面積為39.50平方千米，而水域面積為0.32平方千米。當地共有人口28281人，而人口密度為每平方千米710.22人。